# Никулинка
Никулинка (Рубежица) — река в России, протекает в Слободском районе и муниципальном образовании «город Киров» Кировской области. Устье реки находится в 698 км по правому берегу реки Вятки. Длина реки составляет 32 км, площадь водосборного бассейна 169 км². В верхнем течении до впадения Моховицы называется также Рубежица.
Исток реки в лесном массиве в 7 км к западу от города Слободской. Река течёт на юго-запад, в среднем течении протекает крупный посёлок Вахруши, ниже его деревни Рубежницы, Малые Логуновы, Выдриницы, Волково, Мезриха (Ленинское сельское поселение). В нижнем течении течёт по территории Первомайского района города Киров, где и впадает в Вятку южнее Заречного парка. Ширина реки перед устьем — 6 метров. Притоки — Моховица, Подугорница (левые).

## Данные водного реестра
По данным государственного водного реестра России относится к Камскому бассейновому округу, водохозяйственный участок реки — Вятка от истока до города Киров, без реки Чепца, речной подбассейн реки — Вятка. Речной бассейн реки — Кама.
По данным геоинформационной системы водохозяйственного районирования территории РФ, подготовленной Федеральным агентством водных ресурсов:
- Код водного объекта в государственном водном реестре — 10010300212111100034083
- Код по гидрологической изученности (ГИ) — 111103408
- Код бассейна — 10.01.03.002
- Номер тома по ГИ — 11
- Выпуск по ГИ — 1